# Trigoniaceae
Trigoniaceae — родина квіткових рослин, що складається з 28 видів п’яти родів. Це тропічна родина, яка зустрічається на Мадагаскарі, у Південно-Східній Азії, Центральній та Південній Америці.